# محوطه کره
محوطه باستانی کره مربوط به سده‌های اولیه و میانی دوران‌های تاریخی پس از اسلام است و در شهرستان سرچهان، بخش مرکزی، ۹ کیلومتری شمال شهر کره‌ای واقع شده و این اثر در تاریخ ۲۸ شهریور ۱۳۸۶ با شمارهٔ ثبت ۱۹۷۲۷ به‌عنوان یکی از آثار ملی ایران به ثبت رسیده است.